# Município de Concord (condado de Fayette, Ohio)
Localização do Ohio nos E.U.A.
O município de Concord (em inglês: Concord Township) é um município localizado no condado de Fayette no estado estadounidense de Ohio. No ano 2018 tinha uma população de 647 habitantes.

## Geografia
O município de Concord encontra-se localizado nas coordenadas 39° 28′ 26″ N, 83° 32′ 07″ O. Segundo a Departamento do Censo dos Estados Unidos, o município tem uma superfície total de 74.4 km², da qual 74,35 km² correspondem a terra firme e (0,08 %) 0,06 km² é água.

## Demografia
Segundo o censo de 2018, tinha 647 pessoas residindo no município de Concord.